# Husband Stitch
Der Husband Stitch oder auch Gentleman's Stitch ist ein chirurgischer Eingriff, bei dem eine oder mehr Nähte mehr als nötig angelegt werden, um den Damm einer Frau zu vernähen, der während der Geburt gerissen oder geschnitten wurde. Der Zweck soll darin bestehen, die Öffnung der Vagina zu verengen und dadurch das Vergnügen ihres männlichen Sexualpartners beim Geschlechtsverkehr zu steigern. Dieser Effekt ist jedoch größtenteils unbelegt.
Während das Vernähen des Perineums medizinisch notwendig sein kann, ist eine zusätzliche Naht nicht erforderlich und kann zusätzliche Beschwerden oder Schmerzen verursachen. Die erstmalige Verwendung des Begriffs in der medizinischen Literatur ist in der „Transactions of the Texas State Medical Association“ aus dem Jahr 1885 zu finden. Im Buch „What Women Want to Know“ (1958), einem Buch eines amerikanischen Gynäkologen, wird dieser Begriff ebenfalls verwendet.
Offizielle Studien, ob das Verfahren überhaupt angewendet wurde und wenn ja, wie oft, sind nicht bekannt. Einige Ärzte vermuten, dass das Verfahren eine moderne Sage oder ein Scherz sei. In Internet-Foren finden sich jedoch mehrere Berichte von Frauen, die behaupten, der Husband Stitch wäre bei ihnen ohne ihr Wissen oder ohne ihre Zustimmung durchgeführt worden.

## Sonstiges
Die vierte Staffel der Comedyserie jerks. startete Ende 2020 mit einer Doppelfolge mit dem Titel Gentleman's Stitch.